# Tecate
Tecate (Tikati, en llengua kiliwa) és una localitat mexicana, del municipi de Tecate, a la Baixa Califòrnia. Localitat declarada en el programa turístic dels Pobles Màgics. Es localitza geogràficament entre els 116° 12′ 28″ W i els 31° 04′ 24″ N, es troba a una altitud de 20 msnm. El 2010, INEGI va registrar-hi una població total de 90,866 habitants.